# Physics Education
Physics Education — це рецензований міжнародний науковий журнал, який висвітлює фізичну освіту в середній школі та на вступному рівні бакалаврату.
Його сфера включає ідеї та вказівки для навчання в класі, демонстрації та лабораторні експерименти, міжнародні новини про розвиток освіти, огляди книг, обладнання та мультимедійні продукти.
Головний редактор — Гері Вільямс (Інститут фізики, Велика Британія). Журнал реферується та індексується в Inspec та ERIC /CIJE.
Журнал був заснований у 1966 році. Імпакт-фактор 0.806 (2022).